# 1766 Slipher
1766 Slipher este un asteroid din centura principală, descoperit pe 7 septembrie 1962, de Goethe Link Obs..